# يأيأة
اليأيأة ظاهرة صوتية لغوية قديمة تنسب لتميم، وهي إبدال الجيم ياءً وهي عكس العجعجة، وهي لا تدخل على كل الأسماء والأفعال كما يُعتقد، ومن أشهر الأمثلة يقال: يَمْبِي في جَنبي (أي بجانبي)، ودِياية في دِجاجة، وريّال في رجّال (أي الرجل، مفرد الرجال). وهذه الظاهرة ما زالت مسموعة في بعض مناطق الخليج العربي وحضرموت والأردن أبرزها في الكويت، البحرين والأحساء شرق السعودية، ومنطقة ظفار جنوب سلطنة عمان والأحواز وفي حوران والبلقاء مثل قبيله السردية وقبيلة العيسى واهل الجبل.

## تاريخ المصطلح
سكَّ هذا المصطلح مجمع اللغة العربية الافتراضي في قراره الخامس عشر، وكان بتاريخ 14 كانون الأول 2014